# Hexapla
L'Hexapla és una obra exegètica d'Orígenes, començada el 212 dC. Es tracta de la transcripció en sis columnes del text hebreu de l'Antic Testament. És considerada com la primera edició crítica de l'Antic Testament.
Les columnes corresponen a:
- Versió en hebreu
- Versió en hebreu però amb caràcters grecs (facilita la pronunciació)
- Versió grega d'Aquila de Sinop
- Versió grega de Símac l'Ebionita
- La Septuaginta
- Versió grega de Teodoció

Orígenes indicava a la columna de la Septuaginta la seva relació amb l'hebrea: addicions, texts mancants. Els salms inclouen tres versions més (és a dir, el text queda en nou columnes).
L'obra completa s'ha perdut atès que pel que sembla no se'n feren mai còpies i romania com una obra de consulta de la Biblioteca de Cesarea. Tanmateix, se'n conserven molts fragments.